# Saviors
Saviors (стилізовано «SAVIORS», перекладається як «Рятівники») — чотирнадцятий студійний альбом американського панк-рок-гурту Green Day, який вийшов 19 січня 2024 року на лейблі Reprise. Складається з 15-ти пісень загальною тривалістю близько 46 хвилин. Він отримав переважно схвальні відгуки від фанатів та від критиків.

## Історія створення
В інтерв'ю радіостанції «KROQ» фронтмен гурту Біллі Джо Армстронг розповів, що 7 пісень не вмістились в їх попередній альбом «Father of All Motherfuckers», що вийшов 2020 року і який зустріли змішаними відгуками. Повідомлялось, що продюсер цього альбому Бутч Вокер працюватиме і над наступним, «Saviors». Бутча Вокера критикували за роботу над «Father of All Motherfuckers». Врешті, давній друг гурту Роб Кавальйо взявся за цю роботу. Він раніше вже брав участь у створенні альбомів гурту Green Day, зокрема таких значущих, як «Dookie» (1994) або «American Idiot» (2004), хоча на той момент не співпрацював із гуртом вже майже десять років, після випуску альбому «¡Tré!» в 2012 році.
В лютому 2021 року, через рік після випуску попереднього альбому, за продюсерства Бутча Вокера вийшла пісня «Here Comes the Shock». Це було частиною угоди із Національної футбольної ліги. Іншу окрему пісню, «Pollyanna», гурт, самостійно спродюсувавши, випустив в травні 2021 року спеціально для туру «Hella Mega Tour», який переносили через пандемію COVID-19. В листопаді 2021 року гурт випустив ще одну пісню «Holy Toledo!», спродюсовану Вокером, яка потрапила до саундтреку фільму «Holy Toledo!».
Альбом «Saviors» записували в Лондоні та в Лос-Анджелесі. На початковому етапі повідомлялося, що альбом матиме назву «1972», на честь року коли народився кожен з трьох учасників гурту. Гурт публікував у соціальних мережах тизери, в яких передбачалось, що назва альбому буде саме такою.
В травні 2023 року демо-версія пісні «One Eyed Bastard» була злита в мережу. Під час живого виступу 16 липня 2023 в Квебеку, гурт зіграв пісню «1981», яка увійде до альбому. 24 жовтня 2023 року гурт офіційно анонсував альбом «Saviors», а також випустив головний сингл альбому — пісню «The American Dream Is Killing Me» разом із кліпом. Хоч ця пісня і була записана найпершою, її тривалий час тримали в таєниці. Біллі Джо Армстронг казав, що як тільки вони її записали, вони одразу же вирішили що ця пісня буде основним синглом. Пісня містить в собі ідею, що «традиційна 'американська мрія' для багатьох не працює, а натомість шкодить їм».
До випуску альбому, гурт іноді публікував фрагменти кліпів та текстів пісень. Пісні «The American Dream Is Killing Me» та «Look Ma, No Brains!» були вперше зіграні вживу в жовтні 2023 року на фестивалі «When We Were Young» в Лас-Вегасі. А 4 листопада 2023 року гурт ще раз зіграв «1981» під час виступу в театрі «Батаклан» в Парижі.
Того ж дня у мережу був злитий список композицій, який пізніше був офіційно підтверджений на сайті Warner Music. Другий синг, «Look Ma, No Brains!», випустили 2 листопада 2023 року. В своєму інтерв'ю Amazon Prime, фронтмен гурту Біллі Джо Армстронг сказав, що це його улюблена композиція з альбому та одна з найкращих панк-пісень, які він колись писав. Через місяць, 4 грудня 2023 року, гурт анонсував третій сингл «Dilemma», який випустив через три дні 7 грудня. В новорічну ніч гурт вперше виконав пісню вживу в новорічній телепередачі «Dick Clark's New Year's Rockin' Eve», разом із піснею «American Idiot» (з однойменного альбому 2004 року), в якій слова «I'm not a part of a redneck agenda» («Я не частина реднеківської повістки») були замінені на «I'm not a part of a MAGA agenda» («Я не частина MAGA-повістки»), що є відсилкою і глузуванням з Дональда Трампа, колишнього Президента США і тодішнього кандидата на ту ж посаду, і з його слогану «Зробиму Америку великою знову».
Четвертий сингл «One Eyed Bastard», який до цього також вже був злитий в мережу, був офіційно опублікований 5 січня 2024 року, разом із відео з текстом пісні. Ввечері 16 січня 2024 року гурт зробив несподіваний виступ у вестибюлі станції «47-ма і 50-та вулиці—Рокфелер-центр» Нью-Йоркського метро, разом із ведучим вечірніх шоу Джиммі Феллоном, який підігрував їм на бубні щоб привернути увагу до прийдешнього альбому і туру. Вони виконали декілька пісень, включно із «Look Ma, No Brains!», «Basket Case» та «American Idiot», і цього разу Біллі Джо Армстронг робив паузи щоб глядачі могли самі проспівувати слова «I'm not a part of a MAGA agenda». І вже 19 січня 2024 року, нарешті вийшов весь альбом, разом із п'ятим синглом «Bobby Sox» і його відеокліпом.
Green Day планує провести тур по Європі та Північній Америці. Європейська частина туру почнеться в травні 2024, і вони виступатимуть разом з гуртами Nothing but Thieves, The Hives, The Interrupters, Donots та Maid of Ace. Північноамериканська частина почнеться в липні 2024, виступатимуть разом з The Smashing Pumpkins, Rancid та The Linda Lindas. Під час концертів свого туру Green Day також будуть повністю виконувати свої два старі альбоми «Dookie» та «American Idiot» (яким в 2024 році виконується 30 і 20 років відповідно).

## Обкладинка альбому
Обкладинкою альбому є відредагована фотографія, знята британським фотографом Крісом Стілі-Перкінсом в Белфасті на вулиці Лісон під час заворушення в 1978 році, в період конфлікту у Північній Ірландії. На цій фотографій зображений хлопець на ім'я Пол Кеннеді, який, знизуючи плечима, позує на фоні машини, що проїзжає повз гору сміття, яка сильно палає. В лівій руці в нього камінь. Його обличчя було дещо змінене, щоб виглядати більш усміхненим.

## Список композицій
Тексти всіх пісень написав Біллі Джо Армстронг. Музику написали Біллі Джо Армстронг, Майк Дернт та Тре Кул.
| Список композицій | Список композицій                  | Список композицій |
| #                 | Назва                              | Тривалість        |
| ----------------- | ---------------------------------- | ----------------- |
| 1.                | «The American Dream Is Killing Me» | 3:06              |
| 2.                | «Look Ma, No Brains!»              | 2:03              |
| 3.                | «Bobby Sox»                        | 3:44              |
| 4.                | «One Eyed Bastard»                 | 2:52              |
| 5.                | «Dilemma»                          | 3:18              |
| 6.                | «1981»                             | 2:09              |
| 7.                | «Goodnight Adeline»                | 2:56              |
| 8.                | «Coma City»                        | 3:28              |
| 9.                | «Corvette Summer»                  | 3:02              |
| 10.               | «Suzie Chapstick»                  | 3:16              |
| 11.               | «Strange Days Are Here to Stay»    | 3:05              |
| 12.               | «Living in the '20s»               | 2:06              |
| 13.               | «Father to a Son»                  | 3:54              |
| 14.               | «Saviors»                          | 2:55              |
| 15.               | «Fancy Sauce»                      | 4:01              |
| 46:02             |                                    |                   |

| Бонусний трек для Японії | Бонусний трек для Японії | Бонусний трек для Японії |
| #                        | Назва                    | Тривалість               |
| ------------------------ | ------------------------ | ------------------------ |
| 16.                      | «Fever»                  | 2:23                     |
| 48:26                    |                          |                          |

## Учасники запису
Green Day
- Біллі Джо Армстронг — вокал, гітара, продюсер
- Майк Дернт — бас-гітара, бек-вокал, продюсер
- Тре Кул — ударні, перкусія, продюсер

Додаткові музиканти
- Роб Кавальйо — додаткова гітара (в піснях «Suzie Chapstick» та «Saviors»), додаткові клавішні (в пісні «Suzie Chapstick»)
- Бутч Вокер — акустична гітара (в пісні «Goodnight Adeline»)

Виробництво
- Роб Кавальйо — продюсер (всі пісні), аранжування валторн, аранжування струнних (в пісні «The American Dream Is Killing Me»)
- Кріс Лорд-Елджі — міксування
- Тед Єнсен — мастеринг
- Кріс Даґан — звукорежисер, міксування (в пісні «Fever»)
- Грейсон Сміт — аудіоредактор
- Бутч Вокер — додаткове звукорежисерування (всі пісні), продюсер (в пісні «Fever»)
- Марк Аґілар — додаткове звукорежисерування
- Браян Джад — допомога у міксуванні
- Данкан Фуллер — допомога у звукорежисеруванні
- Джейкоб Шпітцер — допомога у звукорежисеруванні
- Скот Мур — допомога у звукорежисеруванні
- Білл Шнайдер — технік беклайну
- Натаніель Мела — барабанний технік
- Ендрю Ганс Бушер — гітарний технік
- Девід Кемпбелл — аранжування струнних (в піснях «The American Dream Is Killing Me» та «Father to a Son»)

## Чарти
| Чарт (2024)                                        | Найвища позиція |
| -------------------------------------------------- | --------------- |
| Australian Albums (ARIA)                           | 2               |
| Австрія Austrian Albums (Ö3 Austria)               | 2               |
| Бельгія Belgian Albums (Ultratop Flanders)         | 6               |
| Бельгія Belgian Albums (Ultratop Wallonia)         | 5               |
| Канада Canadian Albums (Billboard)                 | 4               |
| Croatian International Albums (HDU)                | 1               |
| Чехія Czech Albums (ČNS IFPI)                      | 44              |
| Danish Vinyl Albums (Hitlisten)                    | 1               |
| Нідерланди Dutch Albums (MegaCharts)               | 6               |
| Фінляндія Finnish Albums (Suomen virallinen lista) | 26              |
| Франція French Albums (SNEP)                       | 7               |
| Німеччина German Albums (Offizielle Top 100)       | 2               |
| Угорщина Hungarian Albums (MAHASZ)                 | 1               |
| Ірландія Irish Albums (OCC)                        | 2               |
| Italian Albums (FIMI)                              | 5               |
| Японія Japanese Albums (Oricon)                    | 14              |
| Japanese Combined Albums (Oricon)                  | 17              |
| Japanese Hot Albums (Billboard Japan)              | 10              |
| Japanese Rock Albums (Oricon)                      | 3               |
| New Zealand Albums (RMNZ)                          | 6               |
| Польща Polish Albums (ZPAV)                        | 27              |
| Португалія Portuguese Albums (AFP)                 | 7               |
| Шотландія Scottish Albums (OCC)                    | 1               |
| Іспанія Spanish Albums (PROMUSICAE)                | 8               |
| Swedish Albums (Sverigetopplistan)                 | 46              |
| Швейцарія Swiss Albums (Schweizer Hitparade)       | 3               |
| Swiss Albums (Romandie)                            | 1               |
| Велика Британія UK Albums (OCC)                    | 1               |
| Велика Британія UK Rock & Metal Albums (OCC)       | 1               |
| США Billboard 200                                  | 4               |
| США Top Alternative Albums (Billboard)             | 1               |
| США Top Rock Albums (Billboard)                    | 1               |